# The Beatles at the Hollywood Bowl
The Beatles at the Hollywood Bowl es el primer álbum en vivo de la banda de rock The Beatles, lanzado el 4 de mayo de 1977. Fue grabado en los conciertos ofrecidos en el Hollywood Bowl en Los Angeles, Estados Unidos en 1964 y 1965. El álbum se publicó por Capitol Records en Estados Unidos y para Inglaterra por Parlophone, como disco de larga duración en vinil.
La grabación de los dos conciertos la realizó EMI, ya que George Martin quería lanzar un álbum en directo de The Beatles, pero los gritos de las fanes eran tan fuertes que las cintas eran inaudibles; el álbum se editó finalmente en 1977, cuando la tecnología permitió una producción adecuada. 

## Contexto

### Grabación
George Martin tenía planeado lanzar un disco en vivo de The Beatles, pero el audio de los conciertos era tan deplorable por el ruido de fondo de los fanáticos que no era posible oír a los músicos, motivo por el que también los propios Beatles decidieron a finales de 1966 no volver a tocar en vivo, ya que no se oían entre ellos.

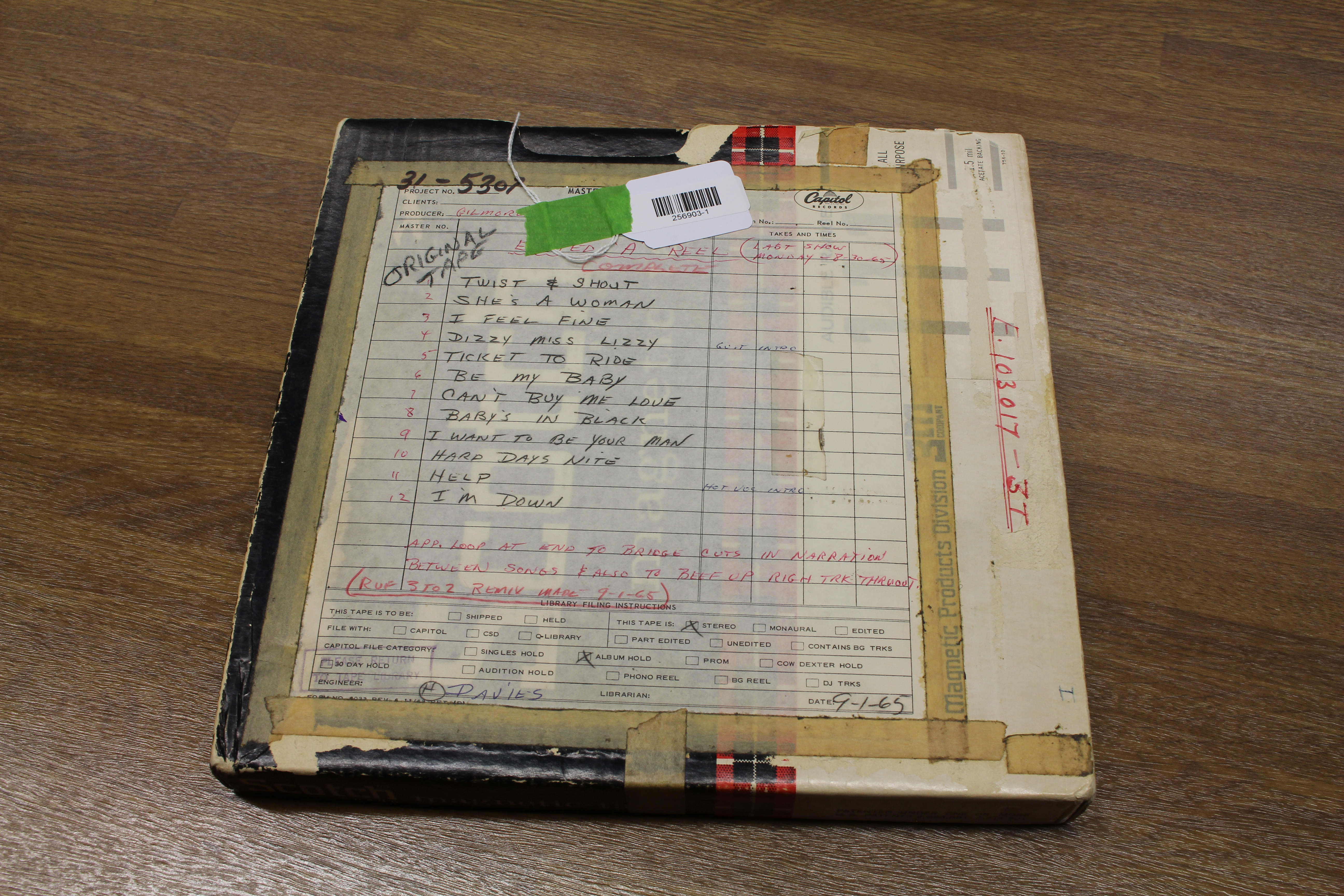
Cinta original de grabación (1965)

El material, sin embargo, fue extraído de tres presentaciones realizadas el 23 de agosto de 1964 y el 29 y 30 de agosto de 1965, en el Hollywood Bowl, Estados Unidos.

### Lanzamiento
Por la mala calidad del audio se aplazó su lanzamiento hasta que fue posible hacer audible la voz y los instrumentos de la banda. Dicho lanzamiento se hizo el 4 de mayo de 1977 bajo el nombre de The Beatles at the Hollywood Bowl.

#### Portada
La portada del álbum mostraba dos entradas originales de los conciertos del 23 de agosto de 1964 y del 29 de agosto de 1965. La entrada de 1964 es de color verde y muestra a los Beatles de 1963, con el cabello corto y el traje gris sin corbata ni cuello con el que se hicieron populares. La entrada de 1965, en azul, muestra a la banda de traje con el cabello más largo, "look" típico de ese año de la banda.
Backline utilizado para los tres shows:
- John Lennon: Rickenbacker 325c64, Rickenbacker 325/12c64 (Backup para 1964), Gibson J-160e 1964 (Backup para 1965).
- Paul McCartney: Höfner 500/1 63', Höfner 500/1 61' (Backup).
- George Harrison: Gretsch Country Gentleman (Guitarra principal para 1964 y backup para 1965), Rickenbacker 360/12, Gretsch Tennesseann (principal en 1965).
- Ringo Starr: Ludwig Super Classic Oyster Black Pearl.

## Relanzamiento
Con motivo de los 50 años del último concierto de The Beatles, en el Candlestick Park, en San Francisco, se reeditó el álbum con nuevas mezclas y la inclusión de cuatro nuevos temas, bajo el proyecto The Beatles: Eight Days A Week - The Touring Years, un documental que contaba la experiencia en vivo de la banda, y que contaba con metrajes remasterizados, en alta definición y a color dirigida por Ron Howard.
El álbum fue lanzado el 9 de septiembre de 2016, bajo la edición de los productores Giles Martin y Sam Okell, quienes remezclaron los temas en los estudios Abbey Road, junto a un libro con 24 páginas y notas del periodista David Fricke.
La portada del proyecto (álbum, película, libro) fue tomada el 22 de agosto de 1964 por el mánager de giras de la banda Bob Bonis, en el momento en que los miembros de la banda tomaban un vuelo de Seattle a Vancouver, para su primer show en Canadá.

## Lista de canciones
Todos los temas son originales de Lennon/McCartney excepto donde se indican.

Todas las canciones escritas y compuestas por Lennon–McCartney, except where noted. 
| Side one |                        |                           |                      |          |  |
| N.º      | Título                 | Escritor(es)              | Recording date       | Duración |  |
| 1.       | «Twist and Shout»      | Phil Medley, Bert Russell | 30 de agosto de 1965 | 1:33     |  |
| 2.       | «She's a Woman»        |                           | 30 de agosto de 1965 | 2:53     |  |
| 3.       | «Dizzy, Miss Lizzy»    | Larry Williams            | 30 de agosto de 1965 | 3:39     |  |
| 4.       | «Ticket to Ride»       |                           | 30 de agosto de 1965 | 2:51     |  |
| 5.       | «Can't Buy Me Love»    |                           | 30 de agosto de 1965 | 2:14     |  |
| 6.       | «Things We Said Today» |                           | 23 de agosto de 1964 | 2:18     |  |
| 7.       | «Roll Over Beethoven»  | Chuck Berry               | 23 de agosto de 1964 | 2:28     |  |

| Side two |                      |                                                     |                      |          |  |
| N.º      | Título               | Escritor(es)                                        | Recording date       | Duración |  |
| 8.       | «Boys»               | Luther Dixon, Wes Farrell                           | 23 de agosto de 1964 | 2:08     |  |
| 9.       | «A Hard Day's Night» |                                                     | 30 de agosto de 1965 | 3:13     |  |
| 10.      | «Help!»              |                                                     | 30 de agosto de 1965 | 2:46     |  |
| 11.      | «All My Loving»      |                                                     | 23 de agosto de 1964 | 2:15     |  |
| 12.      | «She Loves You»      |                                                     | 23 de agosto de 1964 | 2:31     |  |
| 13.      | «Long Tall Sally»    | Enotris Johnson, Richard Penniman, Robert Blackwell | 23 de agosto de 1964 | 2:53     |  |

| Live at the Hollywood Bowl bonus tracks |                                    |              |                      |          |  |
| N.º                                     | Título                             | Escritor(es) | Recording date       | Duración |  |
| 14.                                     | «You Can't Do That»                |              | 23 de agosto de 1964 | 2:34     |  |
| 15.                                     | «I Want to Hold Your Hand»         |              | 23 de agosto de 1964 | 2:29     |  |
| 16.                                     | «Everybody's Trying to Be My Baby» | Carl Perkins | 30 de agosto de 1965 | 2:21     |  |
| 17.                                     | «Baby's in Black»                  |              | 30 de agosto de 1965 | 2:44     |  |